# Alan Moulder
Alan Moulder (11 de junho de 1959) é um produtor musical britânico de rock alternativo. Como arquiteto da moderna música britânica, Moulder trabalhou com artistas como Gary Numan, The Jesus and Mary Chain, Ride e My Bloody Valentine, assim como muitos artistas estado-unidenses, incluindo Nine Inch Nails, The Smashing Pumpkins, Blonde Redhead e The Killers.